# Tekoči dušik
Tekoči dušik je dušik v tekočem stanju pri zelo nizkih temperaturah. Je brezbarvna tekočina, ki je po navadi tudi brez okusa in vonja. Tekoči dušik se uporablja kot hladilno sredstvo, pridobiva pa se industrijsko s frakcijsko destilacijo tekočega zraka.
Tekoči dušik je bil prvič utekočinjen 15.04.1883. Utekočinila sta ga poljska fizika, Karol Olszewski in Zygmunt Wroblewski, z univerze Jagiellonian.

## Identifikacija snovi ali pripravka:
Identifikacija snovi ali pripravka: Trgovsko ime pripravka: tekoči dušik. Kemijska formula: N2.
 Uporaba snovi ali pripravka:  uporablja se kot hladilno sredstvo.

## Sestava s podatki o nevarnih sestavinah:
Sestava oziroma informacija o sestavinah: ne vsebuje nobenih drugih komponent ali nečistoč, ki bi tako ali drugače vplivale na klasifikacijo tega produkta.
CAS-št.: 07727-37-9, EG-št.: 2317839

## Ugotovitve o nevarnih lastnostih:
Napotki za nevarnost: Tako kot pri vseh snoveh, lahko tudi pri kontaktu s tekočim dušikom pride do različnih poškodb. V tem primeru lahko tekoči dušik povzroči mrzle opekline oziroma ozebline, ob visokih koncentracijah v prostoru pa lahko deluje zadušljivo.

## Ukrepi za prvo pomoč:
Vdihovanje: Prisotnost visoke koncentracije tekočega dušika v prostoru lahko povzroči zadušitev. Simptomi zadušitve so lahko izguba sposobnosti premikanja in izguba zavesti. V primeru zadušitve je treba žrtev spraviti na svež zrak, jo toplo pokriti in pustiti počivati. Nato moramo nujno poklicati zdravnika. V primeru, da pri žrtvi ne zaznamo srčnega utripa, moramo nemudoma pričeti z umetnim dihanjem.
Stik s kožo in očmi: V primeru, da tekoči dušik pride v stik z očmi, je treba oči takoj začeti izpirati z vodo. Izpiranje z vodo mora trajati najmanj 15 minut. Nato je treba oči pokriti s sterilno gazo in nemudoma poklicati zdravnika.

## Ukrepi ob požaru:
Posebne nevarnosti: Tekoči dušik ni gorljiv, vendar pa lahko požar povzroči eksplodiranje posode v kateri je spravljen.
Primerna sredstva za gašenje: Uporabijo se lahko vsa znana sredstva za gašenje (pena, pesek, suhi kemični prah, vodna prha, zemlja, CO2,...).
Posebna zaščitna oprema za gasilce: dihalni aparati, ki morajo biti neodvisni od okoliškega zraka.

## Ukrepi ob nezgodnih izpustih
Previdnostni ukrepi, ki se nanašajo na ljudi: Najprej je treba evakuirati območje. Pri sami evakuaciji oziroma že pri vstopu na nevarno območje, je treba uporabljati dihalni aparat, ki je neodvisen od okoliškega zraka. Poskrbeti moramo tudi za zadostno zračenje.
Ekološki zaščitni ukrepi:  Poglavitni ekološki zaščitni ukrep je, da poskušamo zaustaviti uhajanje plina. Nato je treba preprečiti vdiranje plina v delovne jame, kanalizacijo, kleti in druge kraje, na katerih bi lahko bilo kopičenje nevarno.

## Ravnanje z nevarno snovjo/pripravkom in skladiščenje
Ravnanje: Potrebno je preprečiti vdor vode v posodo za plin ter preprečiti povratni tok v posodo s plinom. Pri tem se lahko uporablja le ustrezna oprema, ki je primerna za predvideno temperaturo in tlak. V primeru dvoma se moramo nujno posvetovati z dobaviteljem tekočega dušika.
 Skladiščenje: shranjujemo ga v mobilnih tlačnih posodah za plin. Te posode je treba skladiščiti pri manj kot 50 °C na dobro prezračevanem kraju.

## Nadzor nad izpostavljenostjo/varnost in zdravje pri delu
Osebni zaščitni ukrepi so zaščita oči, obraza in kože pred brizgi tekočine. Zagotoviti je treba tudi primerno zračenje.

## Fizikalne in kemijske lastnosti
Tekoči dušik je tekočina brez barve, vonja in okusa. Tališče ima pri -210 °C, vrelišče pri -196 °C ( to je tudi temperatura sublimacije), kritično temperaturo pa pri -147 °C. Relativna gostota (kot tekočina, voda = 1) znaša 0,8. Topnost v vodi je 20 mg/l.

## Obstojnost in reaktivnost
Obstojnost: je stabilen pod normalnimi pogoji.
Reaktivnost: Iztekajoča tekočina pa lahko povzroči krhkost konstrukcijskih materialov.

## Toksikološki podatki
Toksični učinki tekočega dušika niso znani.

## Ekotoksikološki podatki
Tekoči dušik lahko škoduje rasti rastlin in živali.

## Odstranjevanje
Tekočega dušika ne smemo pustiti iztekati v delovne jame, kanalizacije, kleti in druga podobna mesta, na katerih bi lahko postalo kopičenje tekočega dušika nevarno. Za vse ostale informacije se moramo obrniti na dobavitelja.

## Transportni podatki
ARD/RID: razred 2, tč. 3 A
Če imamo možnost, potem tekoči dušik prevažamo v vozilih, kjer je tovor ločen od voznikove kabine. Pri tem mora voznik poznati možne nevarnosti tovora in vedeti mora, kaj je treba storiti v primeru nezgode. Poleg tega je treba zagotoviti zadostno zračenje. Prepovedano je tudi kajenje v vozilu in ob njem.

## Zakonsko predpisani podatki o predpisih
Mednarodni predpisi: "Uredba o tlačnih posodah s Tehničnimi predpisi za nevarne snovi" ter "Tehnični predpisi za nevarne snovi".

## Druge informacije
Opombe: Upoštevati je treba vse lokalne oziroma nacionalne predpise, saj se nevarnost zadušitve zelo pogosto spregleda. Pred uporabo produkta v kakršnem koli novem procesu ali poskusu, je treba opraviti skrbno študijo o kompatibilnosti materialov in varnosti.
Viri: Varnostni list dobavitelja z dne 01.04.2006